# Leif Mortensen
Leif Mortensen (Copenhaguen, 5 de maig de 1947) és un ciclista danès, ja retirat, que fou professional entre 1970 i 1975.
Els seus principals èxits els aconseguí en categoria amateur i durant el primer any com a professional en proclamar-se campió del món en ruta amateur el 1969, així com dues medalles de plata en la prova de contrarellotge per equips, el 1967 i 1969. El 1968 va prendre part en els Jocs Olímpics de Mèxic, en què guanyà la medalla de plata en la prova en línia. El 1970, ja com a professional guanyà la medalla de plata de la prova en línia del Campionat del món de ciclisme. En el seu palmarès també destaca la victòria a la Volta a Bèlgica de 1973.

## Palmarès
- 1967
  - Subcampió del món amateur de contrarellotge per equips (100 km)
- 1968
  -  Medalla de plata de la prova en línia dels Jocs Olímpics
- 1969
  -  Campió del món en ruta amateur
  - Subcampió del món amateur de contrarellotge per equips (100 km)
- 1970
  - 2n del Campionat del món de ciclisme
- 1971
  - 1r del Trofeu Baracchi (amb Luis Ocaña)
  - Vencedor d'una etapa de la Setmana Catalana
- 1972
  - Vencedor de 2 etapes de la Volta a Llevant
- 1973
  - 1r de la Volta a Bèlgica i vencedor d'una etapa
  - 1r al Gran Premi d'Aix-en-Provence
  - Vencedor d'una etapa de la París-Niça

### Resultats al Tour de França
- 1971. 6è de la classificació general
- 1972. 12è de la classificació general
- 1973. 19è de la classificació general
- 1974. abandona (15a etapa)

### Resultats a la Volta a Espanya
- 1972. 23è de la classificació general